# 1884 no desporto

## Nascimentos
| Data        | Nome               | Profissão            | Nacionalidade        | Observações | Ref   |
| ----------- | ------------------ | -------------------- | -------------------- | ----------- | ----- |
| 25 de junho | Guilherme Paraense | atirador esportivo   | Brasil               | m. 1968     | [ 1 ] |
| 25 de julho | Ludowika Jakobsson | patinadora artística | Finlândia · Alemanha | m. 1968     | [ 2 ] |

## Mortes
| Data        | Nome        | Profissão         | Nacionalidade  | Observações | Ref   |
| ----------- | ----------- | ----------------- | -------------- | ----------- | ----- |
| 10 de julho | Paul Morphy | jogador de xadrez | Estados Unidos | n. 1837     | [ 3 ] |